# Hubert Rance
Hubert Elvin Rance (17 juillet 1898 – 24 janvier 1974) est un homme politique et un militaire britannique ; dernier gouverneur de la Birmanie britannique entre 1946 et 1948, il assure à ce titre la transition avec l’administration japonaise d’occupation et la réinstallation de l’administration coloniale britannique. Il est par la suite gouverneur de Trinité-et-Tobago.

## Parcours avant 1945
Rance est scolarisé au Wimbledon College, un lycée catholique au sud-ouest de Londres. Après ses études secondaires, il s’engage dans la British Army en 1916 et sert dans le régiment du Worcestershire au cours de la Première Guerre mondiale. Il est par la suite versé dans le corps des Transmissions et joue, au début de la Seconde Guerre mondiale, un rôle dans l’évacuation de Dunkerque alors qu’il sert en France au sein de la British Expeditionary Force. Il occupe par la suite des postes d’encadrement au sein du bureau de la Guerre, supervisant notamment l’entraînement de l’armée.

## En Birmanie
En 1945, Rance est nommé directeur des Affaires civiles en Birmanie, pour y restaurer l’administration coloniale britannique après le retrait des forces japonaises du pays. Reginald Dorman-Smith est nommé gouverneur pour la colonie en 1946, mais Clement Attlee, alors premier ministre britannique en exercice, après avoir pris l’avis du vice-roi de l’Inde britannique Louis Mountbatten, décide rapidement de le remplacer par Rance. La décision de Dorman-Smith d’emprisonner Aung San, chef nationaliste birman très populaire, avait conduit à l’éclatement de la colère populaire et à des menaces de rébellion contre les Britanniques ; Rance avait quant à lui montré une approche plus conciliante.
La politique britannique s’oriente graduellement vers une transition progressive vers l’indépendance de la Birmanie et il est décidé que Rance coopérera avec Aung San et son parti politique, la Ligue anti-fasciste pour la liberté du peuple. Aung San est alors considéré comme relativement moins hostile aux intérêts britanniques, et moins radical dans son nationalisme que d’autres figures politiques birmanes, au premier rang desquels figurent les communistes.
Rance entame son mandat de gouverneur le 31 août 1946 et, dès le 27 janvier suivant, le gouvernement d’Attlee accorde à Aung San une indépendance la plus prompte possible, avec des élections générales à tenir en avril 1947. Les espoirs britanniques d’une passation du pouvoir en douceur et la perspective de maintenir en place une certaine influence de Londres sur les affaires birmanes sont cependant menacés quand Aung San est assassiné en juillet 1947. Il est probable que la décision rapide de Rance de nommer U Nu premier ministre, dans les heures qui suivent la mort d’Aung San, ait contribué à stabiliser la situation.
Au cours d’une cérémonie formelle qui se tient le 4 janvier 1948, le gouverneur Rance transmet le pouvoir à Sao Shwe Thaik, premier chef de l’État de la Birmanie indépendante, Nu demeurant premier ministre.
Au moment de son départ de Birmanie, Rance prend sa retraite de l’armée. Sa titulature officielle est alors Major General Sir Hubert Elvin Rance, GBE, CB ; il est fait par surcroît en 1948 chevalier de l’ordre de Saint-Michel et Saint-Georges.

## Antilles britanniques
Rance est nommé gouverneur de Trinité-et-Tobago le 19 avril 1950, une fonction qu’il occupe jusqu’en juin 1955. Il est l’auteur de deux rapports publiés par le bureau des Colonies à Londres en 1950 : Development and welfare in the West Indies, 1947-49 (« Développement et bien-être aux Indes occidentales, 1947-49 ») et Report of the British Caribbean Standing Closer Association Committee, 1948-49 (« Rapport du Comité permanent d'association des Caraïbes britanniques, 1948-49 »). En mai 1956, Rance fait publier un article intitulé Problèmes économiques de la Birmanie dans la revue Eastern World. Une rue  Hubert-Rance est nommée en son honneur dans le quartier de Vistabella à San Fernando.
Rance meurt le 24 janvier 1974 à l’âge de 75 ans.